# Église Saint-Bénigne de Savigny-en-Terre-Plaine
L'église Saint-Bénigne est l'église paroissiale de Savigny-en-Terre-Plaine, en France.

## Localisation
L'église est située dans le département français de l'Yonne, sur la commune de Savigny-en-Terre-Plaine.

## Description

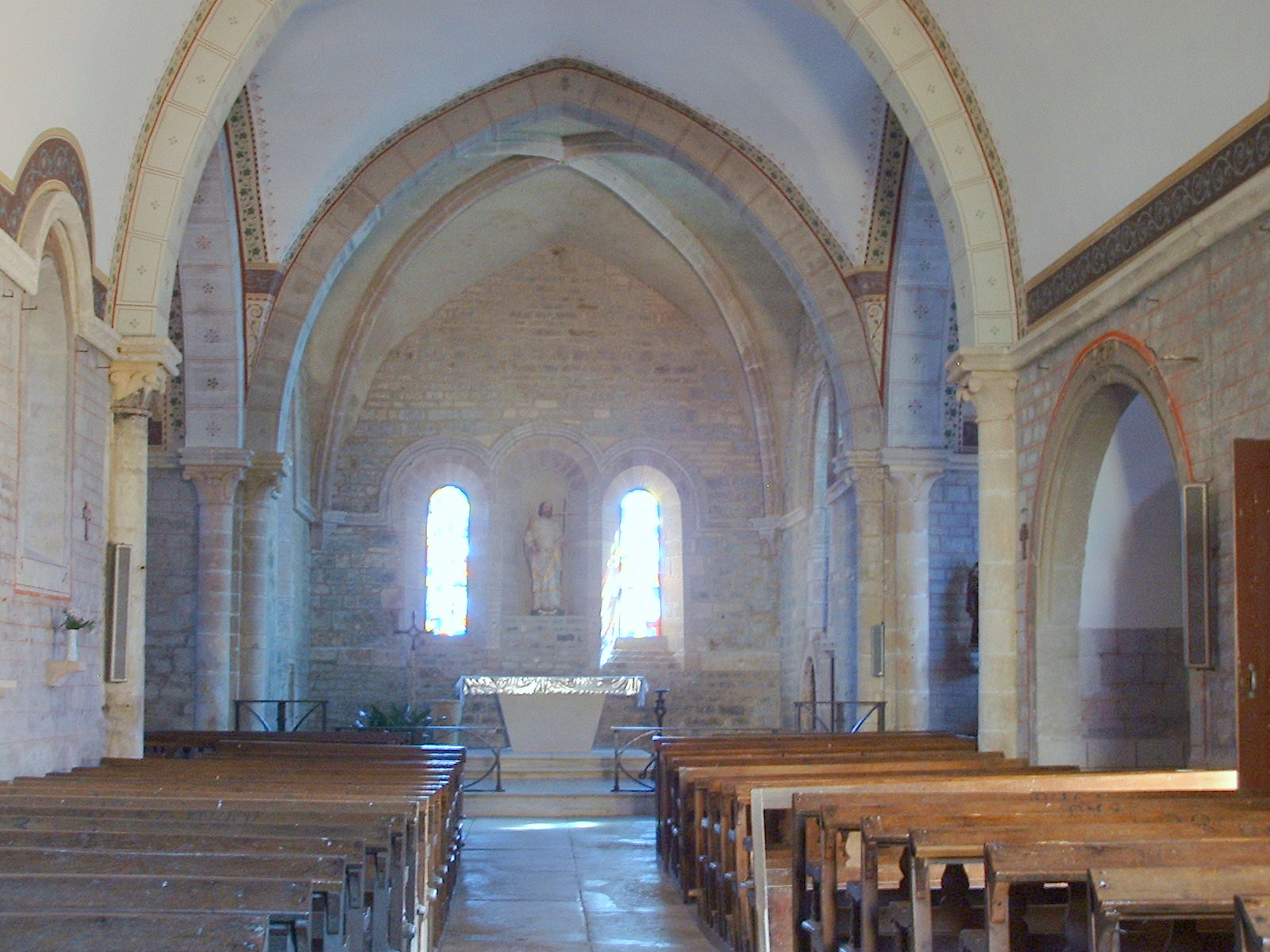

On entre par un lourd porche en bois, qui pourrait avoir été ajouté au XVIIe siècle. Le portail principal du XIIe siècle est en plein cintre, avec un tympan soutenu par un trumeau et des portes à pentures en fer forgé. La nef unique est voutée en berceau ogival. La croisée du transept est surmontée par la lourde tour-clocher du XVe siècle, dont la flèche octogonale est couverte en bardeaux.  Le plan est en croix latine. L'abside carrée, fermée par un chevet plat, date du XIIe siècle.
Le calcaire utilisé pour la construction est très foncé, dans les tons rouge brun. Ce qui donne à toutes les constructions de la région un aspect coloré.
Dans une chapelle se trouve un bas-relief représentant la Mise au tombeau. Cette œuvre sculptée dans la pierre et couverte d'un badigeon blanc, a vraisemblablement été exécutée au XVIe siècle, et a fait l'objet de retouches au XIXe siècle.

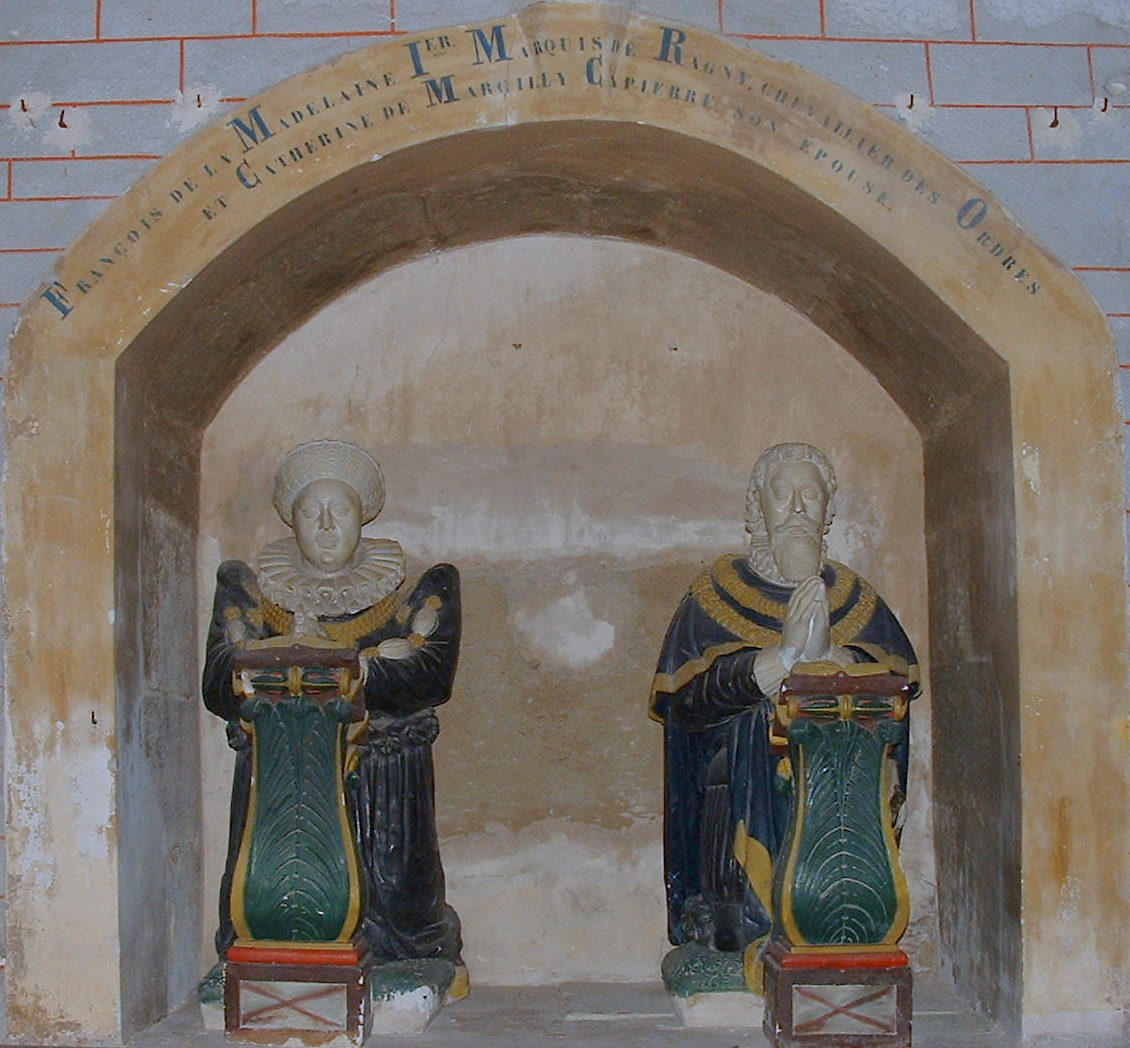
François de la Magdelaine et son épouse

Une niche située dans le bras droit du transept accueille les statues tombales de François de La Madelaine et Catherine de Marcilly-Cypierre, datées du 2e quart du XVIIe siècle. Il s'agit de deux statues polychromes en pierre, qui représentent le marquis de Ragny et son épouse, agenouillés en prière.
François de la Magdelaine (ou Magdeleine), né en 1543 et décédé en 1626, s'illustra lors des guerres de religion dans le camp royaliste. Henri IV le récompensa en érigeant ses domaines en marquisat.
Les statues auraient été restaurées au XIXe siècle par l'abbé Breuillard, curé de Savigny.
Le clocher est éclairé la nuit, ce qui rend l'église visible à quelques kilomètres.

## Historique
Elle fut construite vers la fin du XIIe siècle, près d'une fontaine dédiée à saint Bénigne, qui devint le but d'un pèlerinage. Elle fut remaniée au XVe siècle, avec l'agrandissement des baies du clocher et la construction d'une petite chapelle.
L'édifice est classé au titre des monuments historiques en 1908.

### Galerie photos

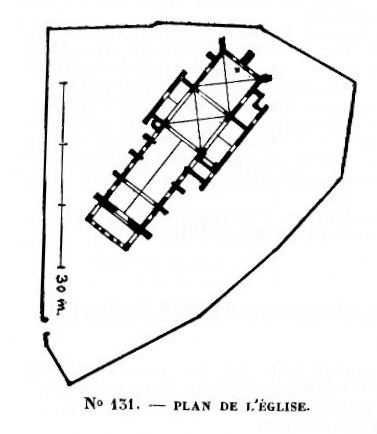
Plan (Victor Petit)
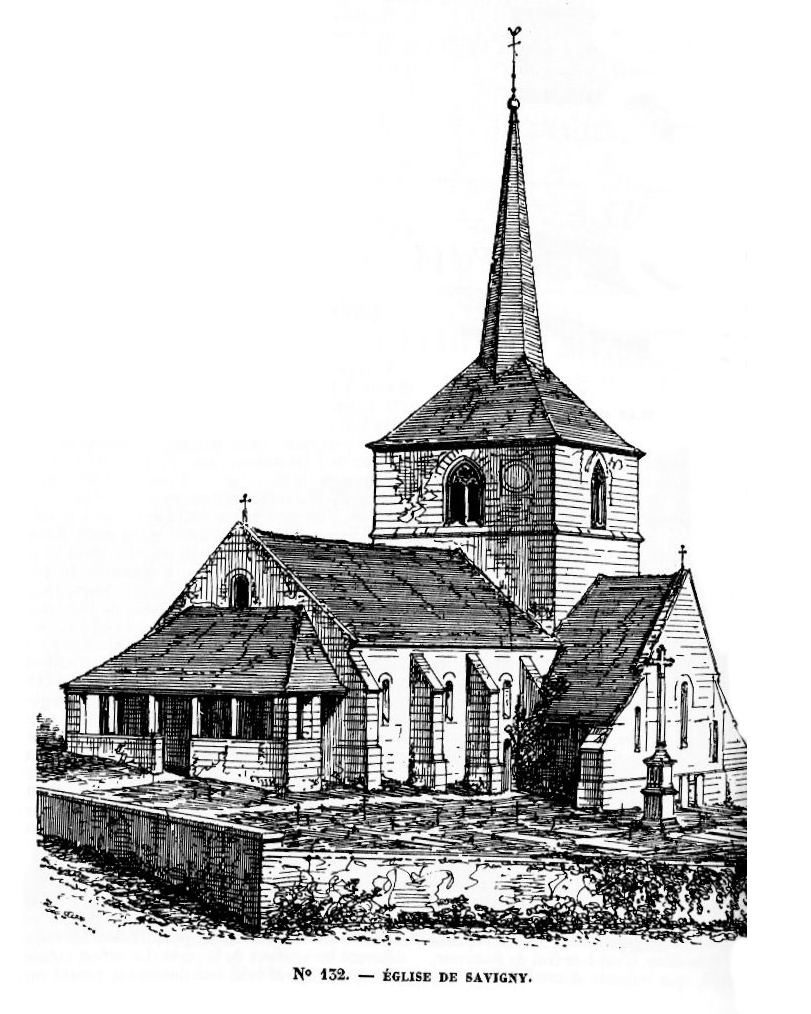
Dessin (Victor Petit)
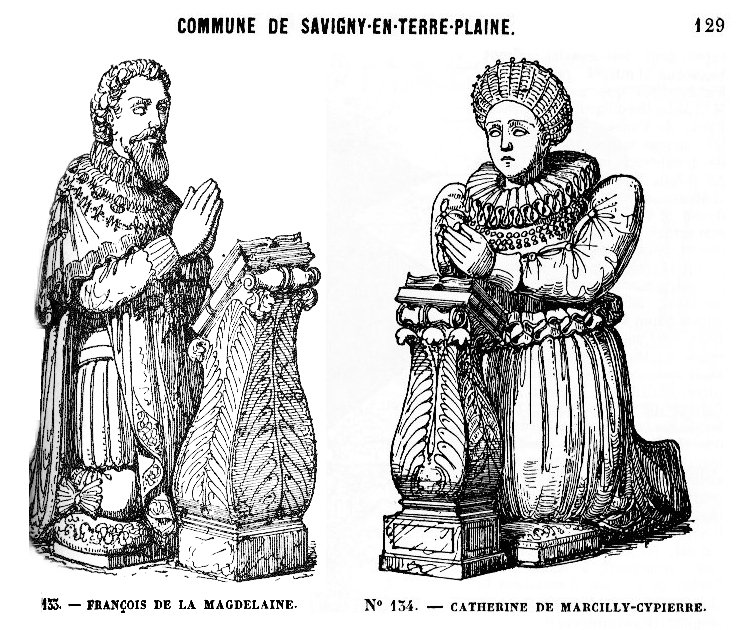
Les statues (Victor Petit)
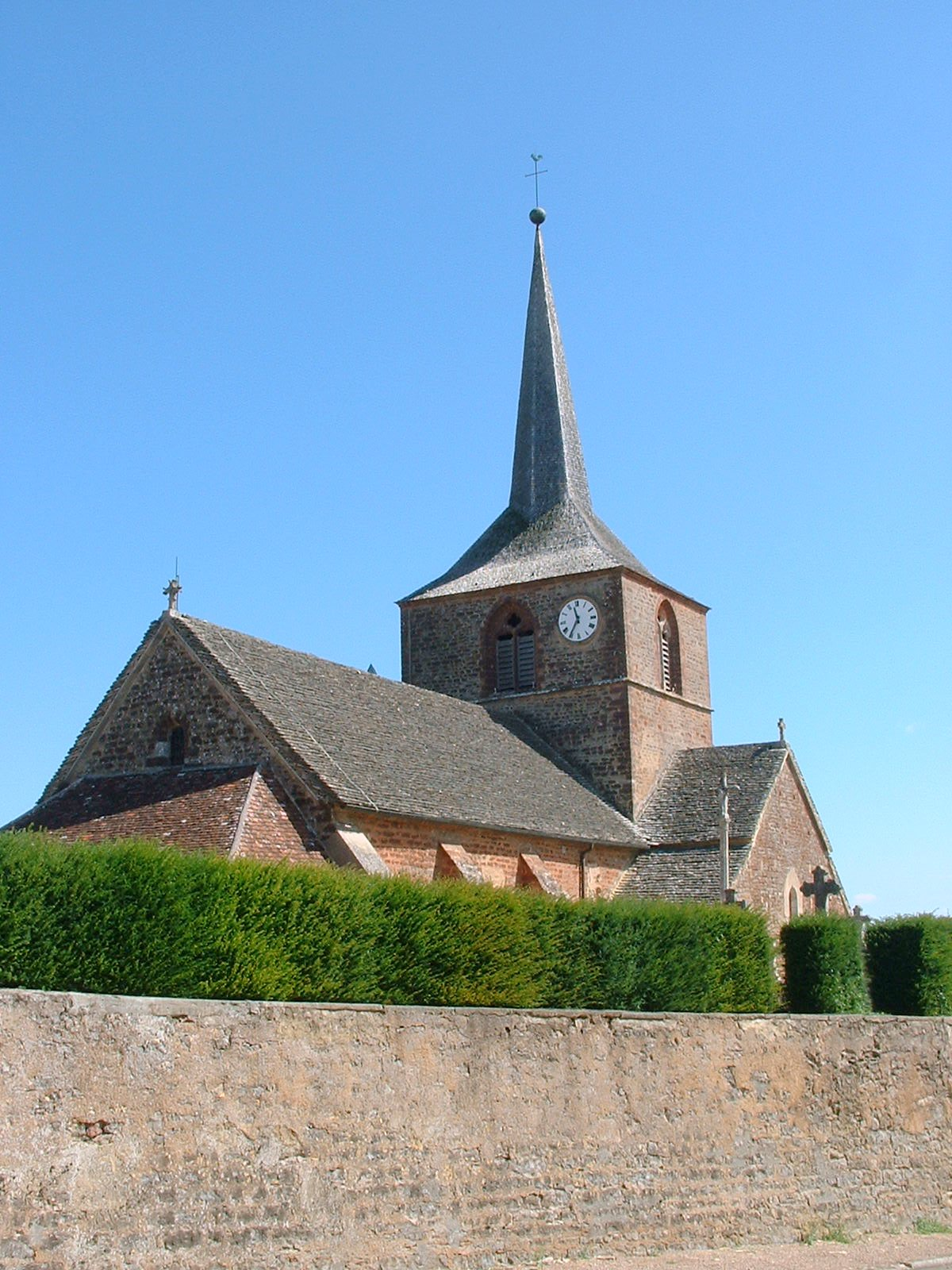
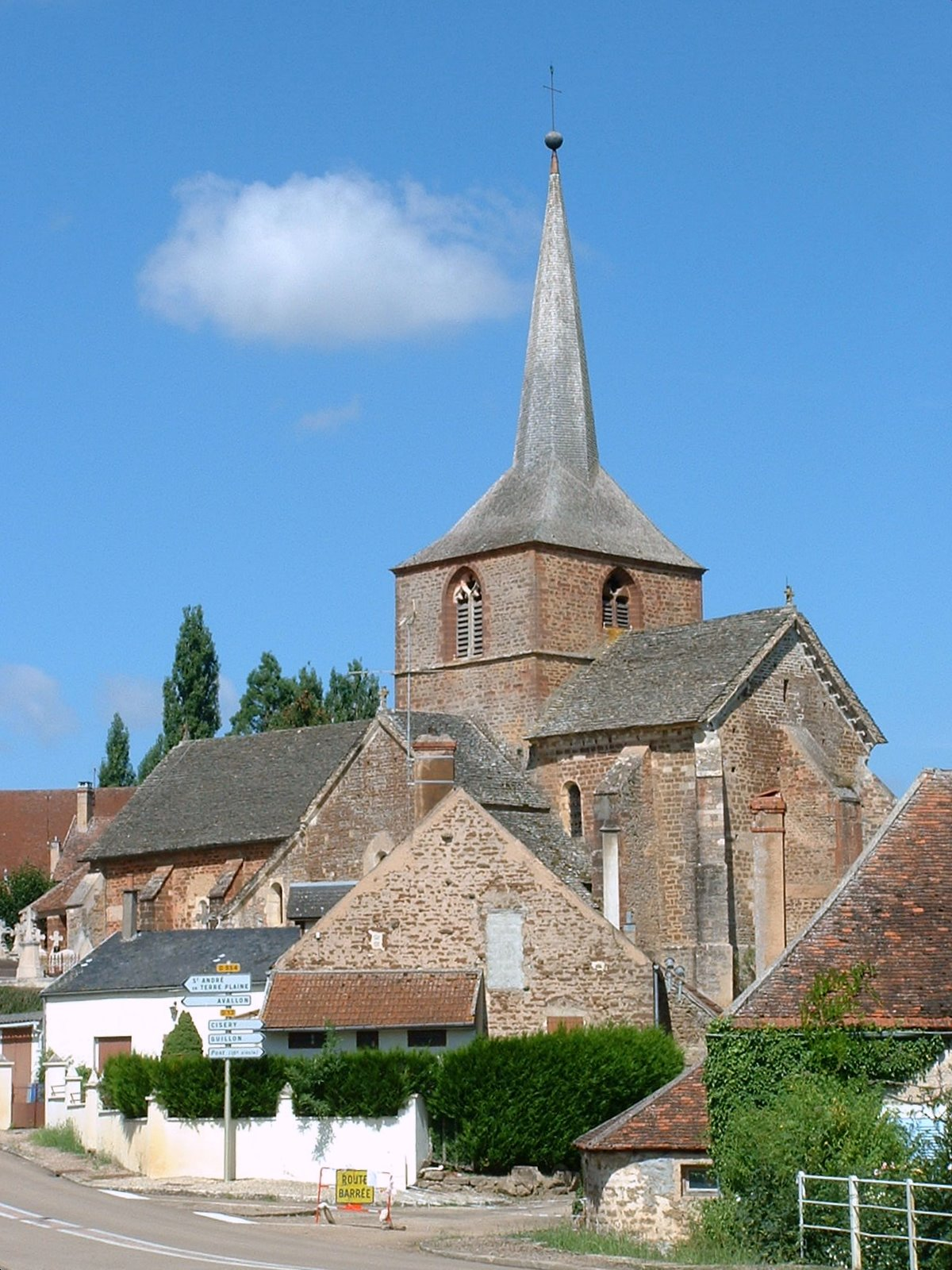
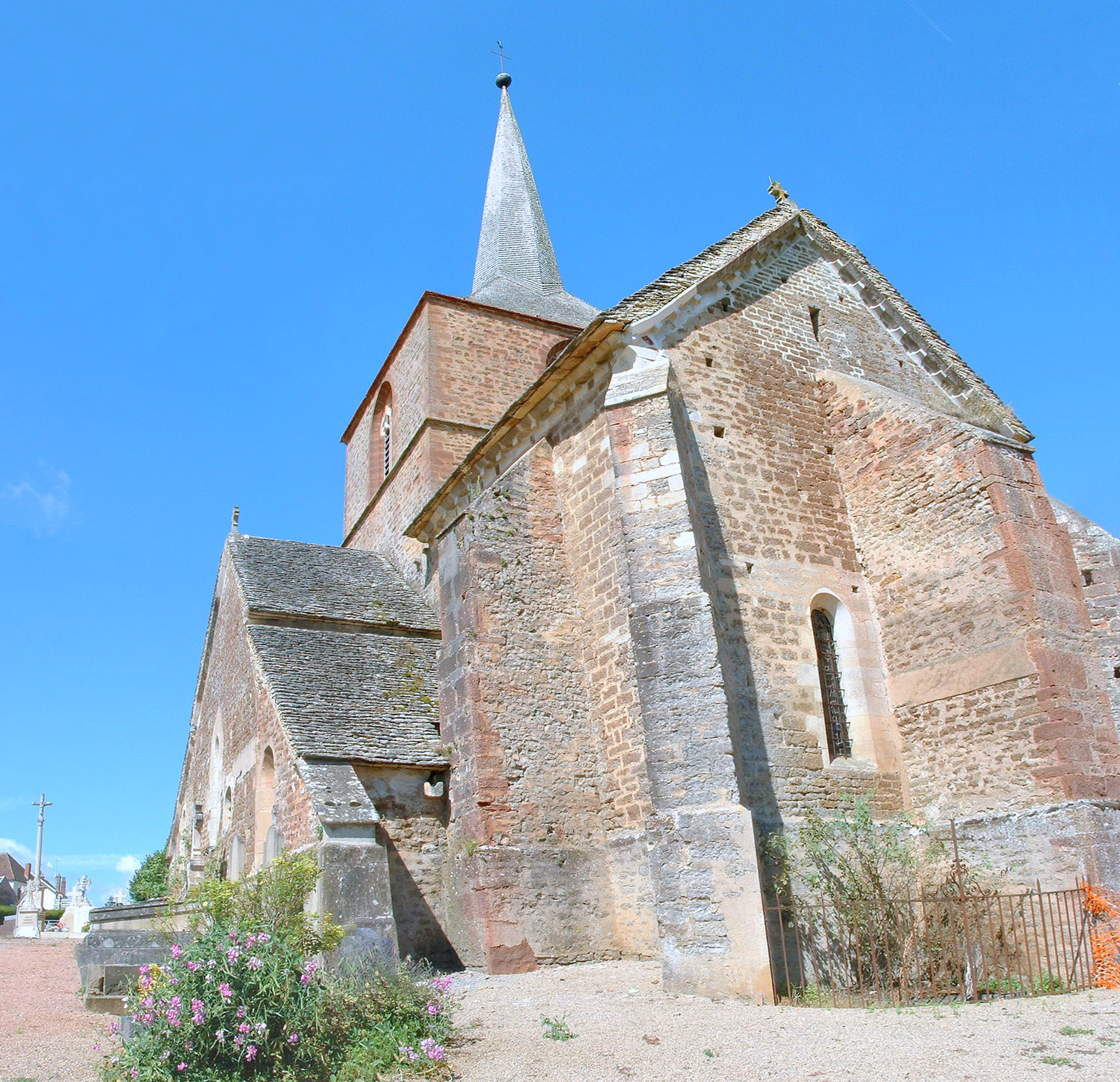
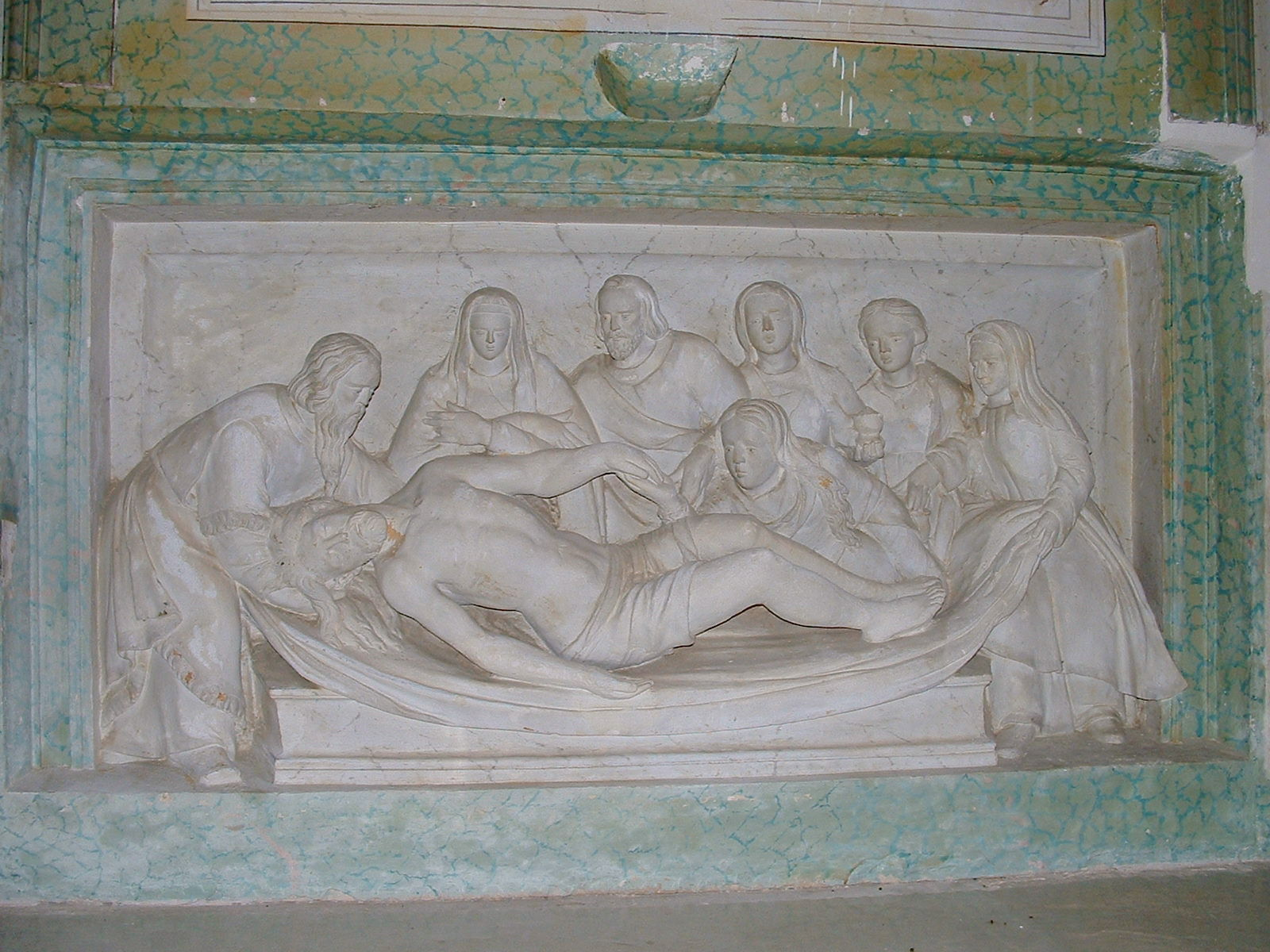
Mise au tombeau